# Paracalia jungioides
Paracalia jungioides là một loài thực vật có hoa trong họ Cúc. Loài này được (Hook. & Arn.) Cuatrec. mô tả khoa học đầu tiên năm 1960.